# Косаев, Аликбай
Аликбай (Алмембай) Косаев (11 мая 1905, Иссык — 16 ноября 1941, разъезд Дубосеково) — стрелок 4-й роты 2-го батальона 1075-го стрелкового полка 316-й стрелковой дивизии 16-й армии Западного фронта. Герой Советского Союза.

## Биография
Родился 11 мая 1905 года в селе Иссык Казахстана в бедной крестьянской семье. Казах.
Получил начальное образование. С 1934 года проживал в Алма-Ате, работал на различных стройках. С 1938 года — работал санитаром хирургической клиники зооветеринарного института.
В июле 1941 года был призван в Красную Армию и зачислен в формировавшуюся в Алма-Ате 316-ю стрелковую дивизию. Воевал в составе 4-й роты 1075-го стрелкового полка.
Аликбай Косаев 16 ноября 1941 года у разъезда Дубосеково Волоколамского района Московской области в составе группы истребителей танков участвовал в отражении многочисленных атак противника, было уничтожено 18 вражеских танков. Данное сражение вошло в историю, как подвиг 28 героев-панфиловцев. В этом бою тяжелораненный Аликбай Косаев бросился со связкой гранат под немецкий танк, взорвал его и сам погиб.
Указом Президиума Верховного Совета СССР «О присвоении звания Героя Советского Союза начальствующему и рядовому составу Красной Армии» от 21 июля 1942 года за «образцовое выполнение боевых заданий командования на фронте борьбы с немецкими захватчиками и проявленные при этом отвагу и геройство» удостоен посмертно звания Героя Советского Союза.

## Память
- В 1966 году в Москве в честь панфиловцев была названа улица в районе Северное Тушино, где установлен монумент. В их честь в 1975 году также был сооружен мемориал в Дубосеково.
- В деревне Нелидово (1,5 км от разъезда Дубосеково), установлен памятник и открыт Музей героев-панфиловцев.
- В городе Алма-Ата, родном для панфиловцев, есть парк имени 28 гвардейцев-панфиловцев, в котором расположен монумент в их честь.
- Упоминание о 28 «самых храбрых сынах» Москвы вошло также в песню «Дорогая моя столица», ныне являющуюся гимном Москвы.